# Melanargia ines
Melanargia ines là một loài bướm thuộc họ Nymphalidae. Nó có thể được tìm thấy ở bán đảo Iberia và miền tây Bắc Phi.

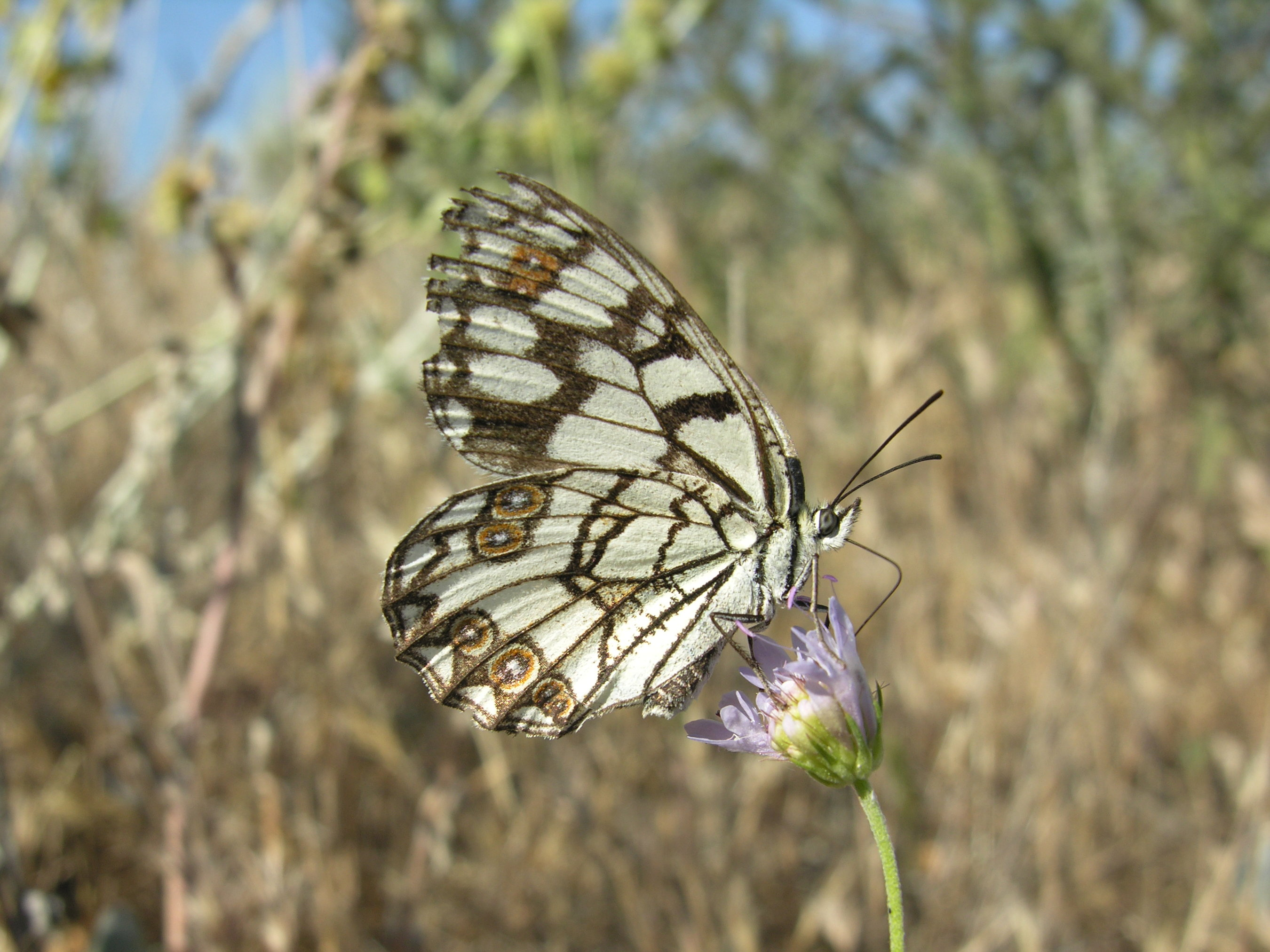

Chiều dài cánh trước là 23–25 mm. Con trưởng thành bay làm một đợt từ tháng 5 đến tháng 6.
Ấu trùng ăn nhiều loại cỏ như Brachypodium pinnatum và Bromus madritensis.